# 이학림
이학림(李鶴林, 1907년 5월 5일 ~ 1972년 1월 10일)은 대한민국의 정치인이었다.
경성사범학교 연습과를 수료하고 교육계에 종사하였으며 제2대, 제3대 민의원의원을 역임하였고 만방기업 주식회사 사장, 중앙사료공사 사장, 주식회사 삼흥사광업 회장, 한국해양개발 주식회사 회장을 지냈다.

## 가족 관계
국방부 장관을 역임한 신성모의 사위이다.

## 역대 선거 결과
|  | 0% |

|  | 33.08% |

|  | 13.20% |

|  | 6.21% |

## 참고자료
- 이학림 - 대한민국헌정회
- 한국근현대인물자료 (국사편찬위원회)